# Rovnice
Rovnice je v matematice vztah rovnosti dvou výrazů, které obsahují jednu nebo více proměnných. Kořen rovnice je libovolná hodnota proměnné (příp. sada hodnot proměnných), pro které je rovnost splněna.

## Formální definice
Uvažujme dvě funkce {\displaystyle f(x),g(x)}, které jsou definovány na nějaké množině {\displaystyle D}, pak nalezení všech {\displaystyle x\in D}, která splňují rovnost
{\displaystyle f(x)=g(x)}
se nazývá rovnicí o jedné neznámé {\displaystyle x}. Funkce {\displaystyle f(x)} se nazývá levá strana rovnice a {\displaystyle g(x)} se nazývá pravá strana rovnice.

## Kořeny rovnice
Každé číslo {\displaystyle x_{0}\in D}, které vyhovuje vztahu {\displaystyle f(x_{0})=g(x_{0})}, se nazývá kořen rovnice. Množinu všech kořenů dané rovnice označujeme jako řešení rovnice. Má-li rovnice alespoň jeden kořen v {\displaystyle D}, nazývá se řešitelná v {\displaystyle D}, pokud žádný kořen v {\displaystyle D} nemá, říkáme, že rovnice je v {\displaystyle D} neřešitelná. Pokud je rovnice {\displaystyle f(x)=g(x)} splněna pro všechna {\displaystyle x\in D}, jde o identitu, což značíme
{\displaystyle f(x)\equiv g(x)}

### Triviální řešení
Řešení, které je identicky rovno nule, se označuje jako triviální. Pokud řešení rovnice není identicky rovno nule, hovoří se o netriviálním řešení.
V mnoha případech je požadavek na nalezení pouze netriviálního řešení přímo součástí zadání problému.
Např. triviálním řešením diferenciální rovnice
{\displaystyle y^{\prime }=y}
je
{\displaystyle y=0},
což je funkce identicky rovna nule. Netriviální řešení má tvar
{\displaystyle y=\mathrm {e} ^{x}},
což je exponenciální funkce.
Jiným příkladem je tzv. Velká Fermatova věta, která hledá netriviální řešení rovnice {\displaystyle a^{n}+b^{n}=c^{n}} pro {\displaystyle n>2}. Triviálním řešením by v tomto případě bylo {\displaystyle a=b=c=0}, což platí pro libovolné {\displaystyle n}. Podobně je triviálním řešením {\displaystyle a=1,b=0,c=1}. Takováto řešení jsou však obvykle nezajímavá.

## Ekvivalentní rovnice
Jsou-li na dané množině definovány dvě rovnice {\displaystyle f_{1}(x)=g_{1}(x),f_{2}(x)=g_{2}(x)}, pak je-li každý kořen první rovnice současně kořenem rovnice druhé a naopak, říkáme, že obě rovnice jsou ekvivalentní (rovnocenné, stejné).
Rovnici lze tzv. ekvivalentními úpravami převést na ekvivalentní rovnici. Mezi nejčastěji používané ekvivalentní úpravy patří:
- přičtení (nebo odečtení) stejného čísla k oběma stranám rovnice, tzn. {\displaystyle f(x)+a=g(x)+a} je ekvivalentní rovnicí s rovnicí {\displaystyle f(x)=g(x)}
- vynásobení obou stran rovnice stejným nenulovým číslem, tzn. {\displaystyle af(x)=ag(x)} je ekvivalentní rovnicí s rovnicí {\displaystyle f(x)=g(x)}

Rovnici {\displaystyle f(x)=g(x)} je možné pomocí ekvivalentních úprav převést na (ekvivalentní) tvar
{\displaystyle F(x)=f(x)-g(x)=0}
Při řešení rovnice lze použít také jiné úpravy, např. logaritmování nebo umocnění obou stran rovnice apod. Tyto úpravy však nemusí být ekvivalentní a při jejich použití je vždy nutno provést zkoušku.

## Zkouška
Po nalezení řešení rovnice provádíme zkoušku, neboť v mnoha případech nejsme schopni ověřit, zda použité úpravy byly opravdu ekvivalentní. Zkouška spočívá v dosazení získaných kořenů do původní rovnice. Pokud některý kořen nesplňuje zkoušku, nebyly pravděpodobně všechny provedené úpravy ekvivalentní, a nejedná se tedy o kořen původní rovnice.

## Rovnice o více neznámých
Rovnice o {\displaystyle n} neznámých má tvar
{\displaystyle F(x_{1},x_{2},...,x_{n})=0}
Při jejím řešení postupujeme obdobně jako při řešení rovnice o jedné neznámé {\displaystyle F(x)=0}, přičemž řešením rovnice o {\displaystyle n} neznámých jsou n-tice {\displaystyle (x_{1},x_{2},...,x_{n})}.

## Algebraické a nealgebraické rovnice
Rovnice lze rozdělit na algebraické rovnice (též označované polynomická rovnice) a nealgebraické rovnice (též transcendentní rovnice).
Jako algebraickou rovnici {\displaystyle n}-tého stupně o jedné neznámé označujeme rovnici ve tvaru
{\displaystyle a_{n}x^{n}+a_{n-1}x^{n-1}+...+a_{1}x+a_{0}=0},
kde levou stranu rovnice tvoří polynom {\displaystyle n}-tého stupně s {\displaystyle a_{n}\neq 0}, přičemž se předpokládá, že {\displaystyle n\geq 1}. Pokud rovnici nelze vyjádřit ve tvaru algebraické rovnice, pak hovoříme o rovnici nealgebraické.
Rovnice až do 4. stupně jsou obecně vždy řešitelné analyticky, v algebře se dokazuje, že obecný vzorec řešící jakoukoli rovnici 5. a vyšších stupňů neexistuje a řešení je nutné hledat numericky.
Mezi nejjednodušší algebraické rovnice patří lineární rovnice {\displaystyle (n=1)}, kvadratická rovnice {\displaystyle (n=2)}, kubická rovnice {\displaystyle (n=3)} a kvartická rovnice {\displaystyle (n=4)}. Také pro některé zvláštní případy polynomů dostáváme jednoduché rovnice, jde např. o binomické, trinomické nebo reciproké rovnice.
Při práci s algebraickými rovnicemi má velký význam tzv. základní věta algebry. Podle této věty má každý polynom s komplexními koeficienty stupně {\displaystyle n\geq 1} alespoň jeden komplexní kořen. Každá algebraická rovnice má tedy řešení v oboru komplexních čísel. Řešení algebraických rovnic usnadňuje znalost některých vlastností polynomů.
Mezi nejjednodušší případy nealgebraických rovnic patří např. exponenciální rovnice, logaritmická rovnice nebo goniometrická rovnice.

### Homogenní rovnice
Algebraickou rovnici o několika neznámých označujeme jako homogenní, pokud mají všechny její členy stejný stupeň. Např. {\displaystyle 3x^{2}y+3x^{3}+2y^{3}-5xy^{2}=0} je homogenní rovnice třetího stupně.
Homogenní rovnici lze vyjádřit ve tvaru {\displaystyle f(x)=0}, kde {\displaystyle f(x)} je homogenní funkce.

## Další druhy rovnic
Rovnice obsahující derivace označujeme jako diferenciální.
Rovnice obsahující integrály označujeme jako integrální.
Rovnice obsahující diference proměnných označujeme jako diferenční.